# El Murciélago (Perú)
El Murciélago es una localidad peruana ubicada en el distrito de Santa Catalina de Mossa, perteneciente a la provincia de Morropón del departamento de Piura, al norte del Perú. 

## Ubicación
El Murciélago se ubica al noreste de la provincia de Morropón, en el distrito de Santa Catalina de Mossa, en el departamento de Piura.

## Demografía
En 2017 El Murciélago tenía una población de 4 habitantes.
| Gráfica de evolución demográfica de El Murciélago entre 1993 y 2017 |
|                                                                     |
| Fuentes: Población 1993 y 2017                                      |